# Leichtathletik-Weltmeisterschaften 1995/Hochsprung der Männer

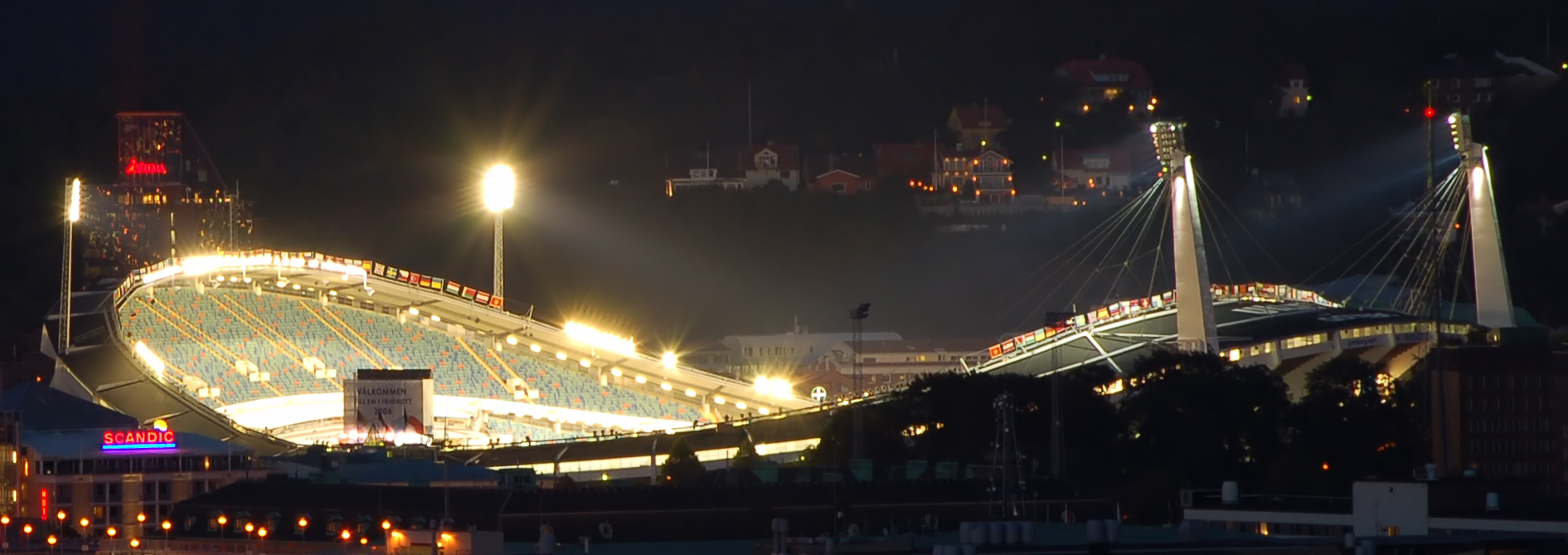
Das Göteborger Ullevi-Stadion im Jahr 2006

Der Hochsprung der Männer bei den Leichtathletik-Weltmeisterschaften 1995 wurde am 6. und 8. August 1995 im Göteborger Ullevi-Stadion ausgetragen.
Weltmeister wurde der für Bahamas startende Troy Kemp. Er siegte vor dem kubanischen Titelverteidiger, Olympiasieger von 1992 und Vizeweltmeister von 1991 Javier Sotomayor. Bronze ging an den Olympiadritten von 1992, Vizeweltmeister von 1993 und Vizeeuropameister von 1994 Artur Partyka aus Polen.

## Bestehende Rekorde
| Weltrekord               | 2,45 m | Javier Sotomayor | Salamanca, Spanien                | 27. Juli 1993   |
| Weltmeisterschaftsrekord | 2,40 m | Javier Sotomayor | WM 1993 in Stuttgart, Deutschland | 22. August 1993 |

Der bestehende WM-Rekord wurde bei diesen Weltmeisterschaften nicht eingestellt und nicht verbessert.

## Qualifikation
6. August 1995, 10:15 Uhr
35 Teilnehmer traten in zwei Gruppen zur Qualifikationsrunde an. Die Qualifikationshöhe für den direkten Finaleinzug betrug 2,29 m. Vier Athleten übertrafen diese Marke (hellblau unterlegt). Das Finalfeld wurde mit den acht nächstplatzierten Sportlern auf zwölf Springer aufgefüllt (hellgrün unterlegt). Dabei wurde auch die Fehlversuchsregel angewendet. So gab es neben den acht für das Finale qualifizierten Athleten vier weitere nicht qualifizierte Sportler, die 2,27 m übersprungen hatten.
Die Sprunghöhen in den beiden Qualifikationsgruppen waren folgende:

2,10 – 2,15 – 2,20 – 2,24 – 2,27 – 2,29
Die Versuchsreihen für die einzelnen Teilnehmer in den Qualifikationsgruppen sind in den Quellen nicht aufgelistet.

### Gruppe A

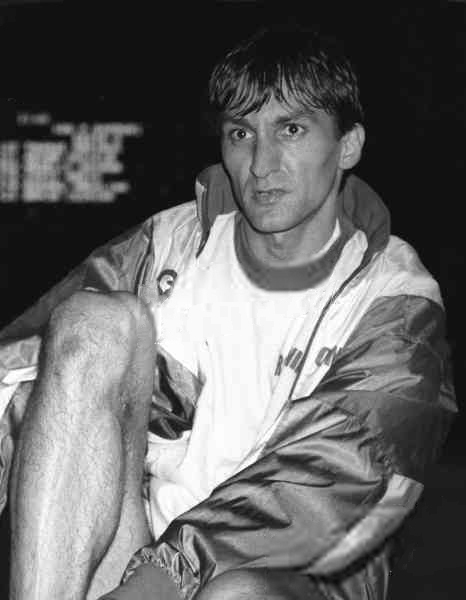
Sorin Matei schied mit übersprungenen 2,27 m nur wegen seiner Fehlversuche aus

| Platz | Name               | Nation              | Resultat (m) |
| 1     | Steve Smith        | Großbritannien      | 2,29         |
| 2     | Dragutin Topić     | BR Jugoslawien      | 2,29         |
| 2     | Tony Barton        | USA                 | 2,29         |
| 4     | Troy Kemp          | Bahamas             | 2,27         |
| 4     | Steinar Hoen       | Norwegen            | 2,27         |
| 6     | Jaroslaw Kotewicz  | Polen               | 2,27         |
| 7     | Bi Hongyong        | Volksrepublik China | 2,27         |
| 8     | Sorin Matei        | Rumänien            | 2,27         |
| 9     | Dimítrios Kokótis  | Griechenland        | 2,24         |
| 9     | Gilmar Mayo        | Kolumbien           | 2,24         |
| 9     | Wolfgang Kreißig   | Deutschland         | 2,24         |
| 12    | Lee Jin-taek       | Südkorea            | 2,24         |
| 12    | Arturo Ortiz       | Spanien             | 2,24         |
| 14    | Chris Anderson     | Australien          | 2,24         |
| 15    | Charles Lefrançois | Kanada              | 2,15         |
| 16    | Mark Mandy         | Irland              | 2,15         |
| 17    | Róbert Ruffini     | Slowakei            | 2,10         |
| 18    | Antonio Pazzaglia  | San Marino          | 2,00         |

### Gruppe B
| Platz | Name                  | Nation         | Resultat (m) |
| 1     | Tim Forsyth           | Australien     | 2,29         |
| 2     | Javier Sotomayor      | Kuba           | 2,27         |
| 2     | Patrik Sjöberg        | Schweden       | 2,27         |
| 2     | Artur Partyka         | Polen          | 2,27         |
| 2     | Ian Thompson          | Bahamas        | 2,27         |
| 6     | Charles Austin        | USA            | 2,27         |
| 7     | Dalton Grant          | Großbritannien | 2,27         |
| 8     | Lambros Papakostas    | Griechenland   | 2,27         |
| 9     | Brendan Reilly        | Großbritannien | 2,24         |
| 9     | Wolf-Hendrik Beyer    | Deutschland    | 2,24         |
| 9     | Hakon Särnblom        | Finnland       | 2,24         |
| 12    | Konstantin Matusevich | Israel         | 2,24         |
| 13    | Khemraj Naïko         | Mauritius      | 2,20         |
| 14    | Rick Noji             | USA            | 2,20         |
| 14    | Aleh Schukouski       | Belarus        | 2,20         |
| 16    | Ralf Sonn             | Deutschland    | 2,20         |
| NM    | Juha Isolehto         | Finnland       | ogV          |

## Legende
Kurze Übersicht zur Bedeutung der Symbolik – so üblicherweise auch in sonstigen Veröffentlichungen verwendet:
| – | verzichtet   |
| o | übersprungen |
| x | ungültig     |

## Finale
8. August 1995, 16:30 Uhr
| Platz | Name              | Nation              | Resultat (m) | 2,15 m                                  | 2,20 m                                  | 2,25 m                                  | 2,29 m                                  | 2,32 m                                  | 2,35 m                                  | 2,37 m                                  | 2,39 m                                  |
| 1     | Troy Kemp         | Bahamas             | 2,37         | –                                       | –                                       | o                                       | o                                       | –                                       | xo                                      | xo                                      | xxx                                     |
| 2     | Javier Sotomayor  | Kuba                | 2,37         | –                                       | –                                       | xxo                                     | –                                       | o                                       | o                                       | xxo                                     | xxx                                     |
| 3     | Artur Partyka     | Polen               | 2,35         | o                                       | –                                       | o                                       | –                                       | x–                                      | o                                       | xxx                                     |                                         |
| 4     | Steve Smith       | Großbritannien      | 2,35         | –                                       | –                                       | –                                       | o                                       | –                                       | xxo                                     | xx–                                     | x                                       |
| 4     | Steinar Hoen      | Norwegen            | 2,35         | –                                       | o                                       | o                                       | o                                       | o                                       | xxo                                     | xxx                                     |                                         |
| 6     | Patrik Sjöberg    | Schweden            | 2,32         | –                                       | –                                       | o                                       | –                                       | o                                       | xxx                                     |                                         |                                         |
| 7     | Tony Barton       | USA                 | 2,29         | –                                       | o                                       | o                                       | o                                       | xx–                                     | –                                       | x                                       |                                         |
| 8     | Tim Forsyth       | Australien          | 2,25         | –                                       | o                                       | o                                       | xxx                                     |                                         |                                         |                                         |                                         |
| 8     | Dragutin Topić    | BR Jugoslawien      | 2,25         | o                                       | –                                       | o                                       | xxx                                     |                                         |                                         |                                         |                                         |
| 8     | Jaroslaw Kotewicz | Polen               | 2,25         | o                                       | –                                       | o                                       | xxx                                     |                                         |                                         |                                         |                                         |
| 11    | Ian Thompson      | Bahamas             | 2,25         | Ablauf in den Quellen nicht aufgelistet | Ablauf in den Quellen nicht aufgelistet | Ablauf in den Quellen nicht aufgelistet | Ablauf in den Quellen nicht aufgelistet | Ablauf in den Quellen nicht aufgelistet | Ablauf in den Quellen nicht aufgelistet | Ablauf in den Quellen nicht aufgelistet | Ablauf in den Quellen nicht aufgelistet |
| 12    | Bi Hongyong       | Volksrepublik China | 2,15         | Ablauf in den Quellen nicht aufgelistet | Ablauf in den Quellen nicht aufgelistet | Ablauf in den Quellen nicht aufgelistet | Ablauf in den Quellen nicht aufgelistet | Ablauf in den Quellen nicht aufgelistet | Ablauf in den Quellen nicht aufgelistet | Ablauf in den Quellen nicht aufgelistet | Ablauf in den Quellen nicht aufgelistet |

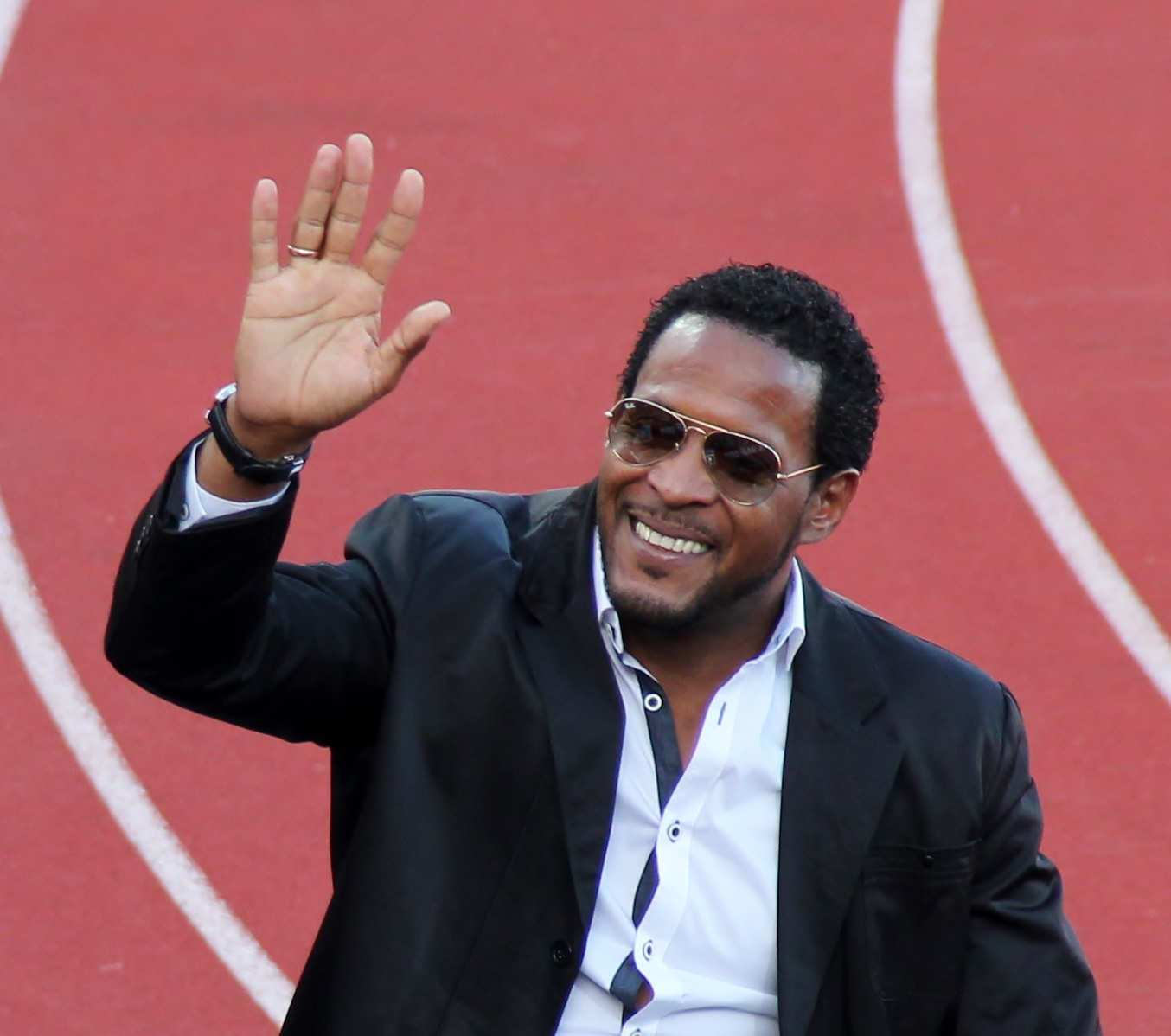
Der Titelverteidiger und Olympiasieger von 1992 Javier Sotomayor (Foto: 2015) wurde wie schon 1991 Vizeweltmeister

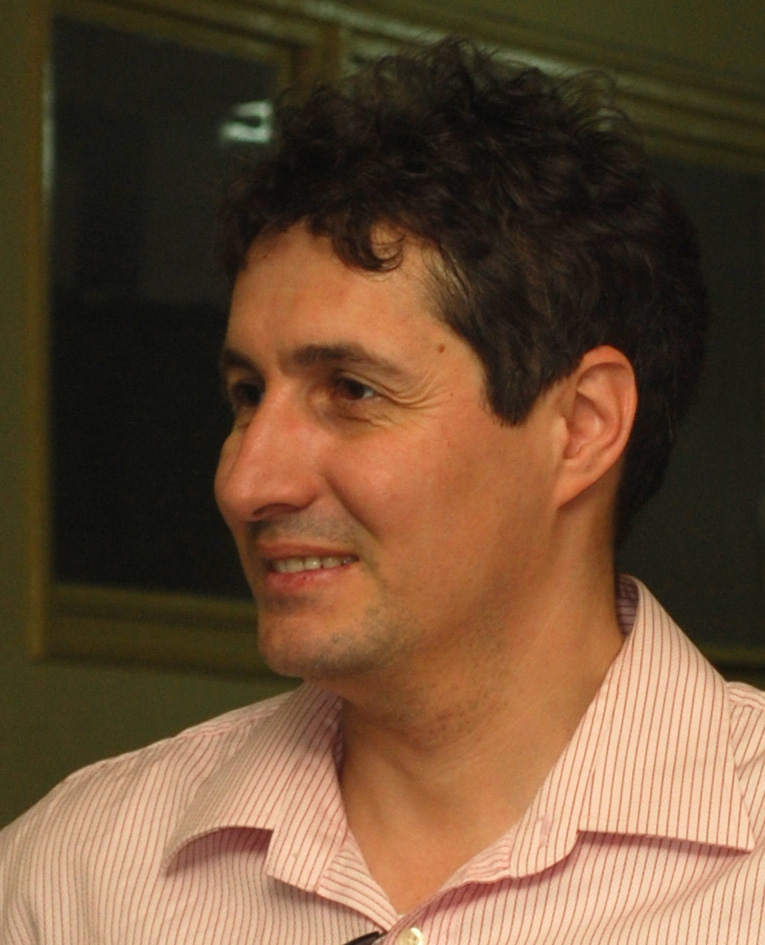
Bronzemedaillengewinner Artur Partyka (hier im Jahr 2009) – 1992 war er Olympiadritter, 1993 Vizeweltmeister und 1994 Vizeeuropameister
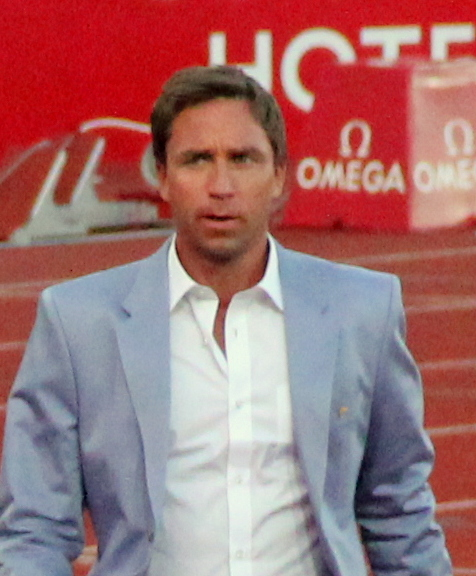
Der amtierende Europameister Steinar Hoen (im Jahr 2012) belegte Rang vier
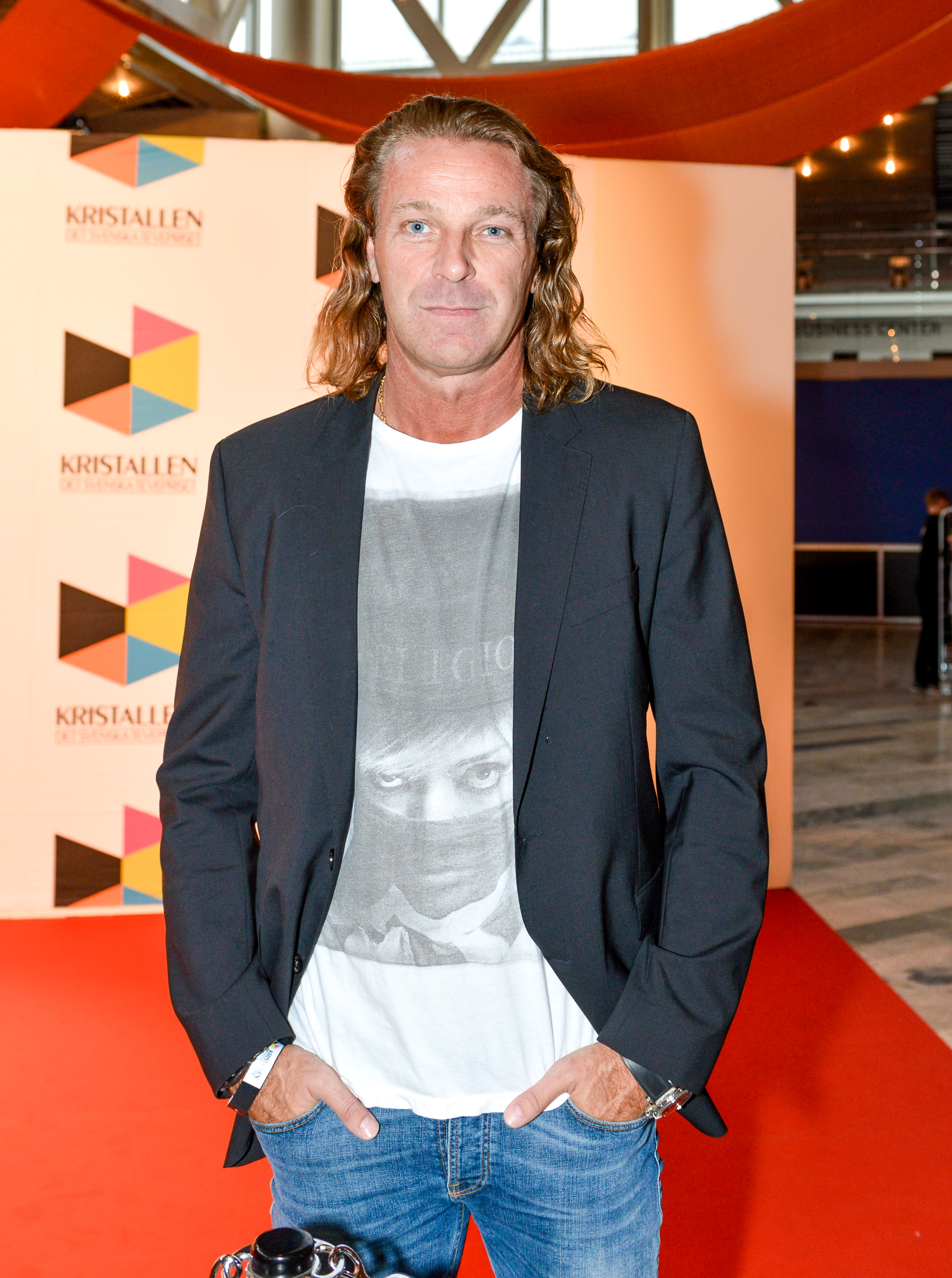
Patrik Sjöberg (2013), 1987 Weltmeister, 1984/1992 Olympiazweiter und 1988 Olympiadritter, kam auf den sechsten Platz
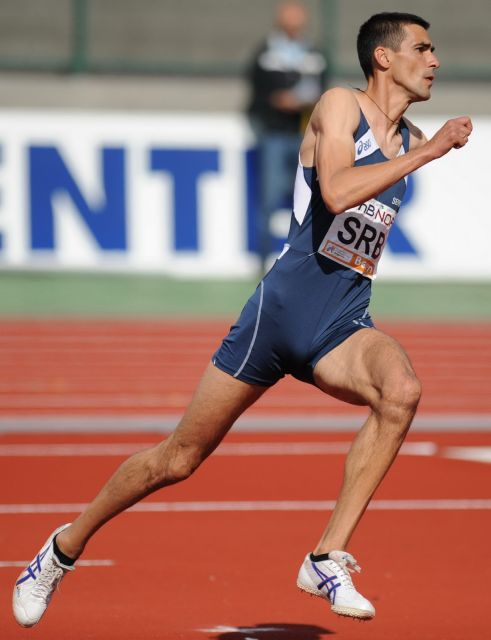
Dragutin Topić erreichte Platz acht

## Video
- Men's High Jump World Champs Gothenburg 1995 auf youtube.com, abgerufen am 29. Mai 2020